# Майенбург (Пригниц)
Майенбург (нем. Meyenburg) — город в Германии, в земле Бранденбург.
Входит в состав района Пригниц. Подчиняется управлению Майенбург. Население составляет 2305 человек (на 31 декабря 2010 года). Занимает площадь 50,41 км². Официальный код — 12 0 70 280.

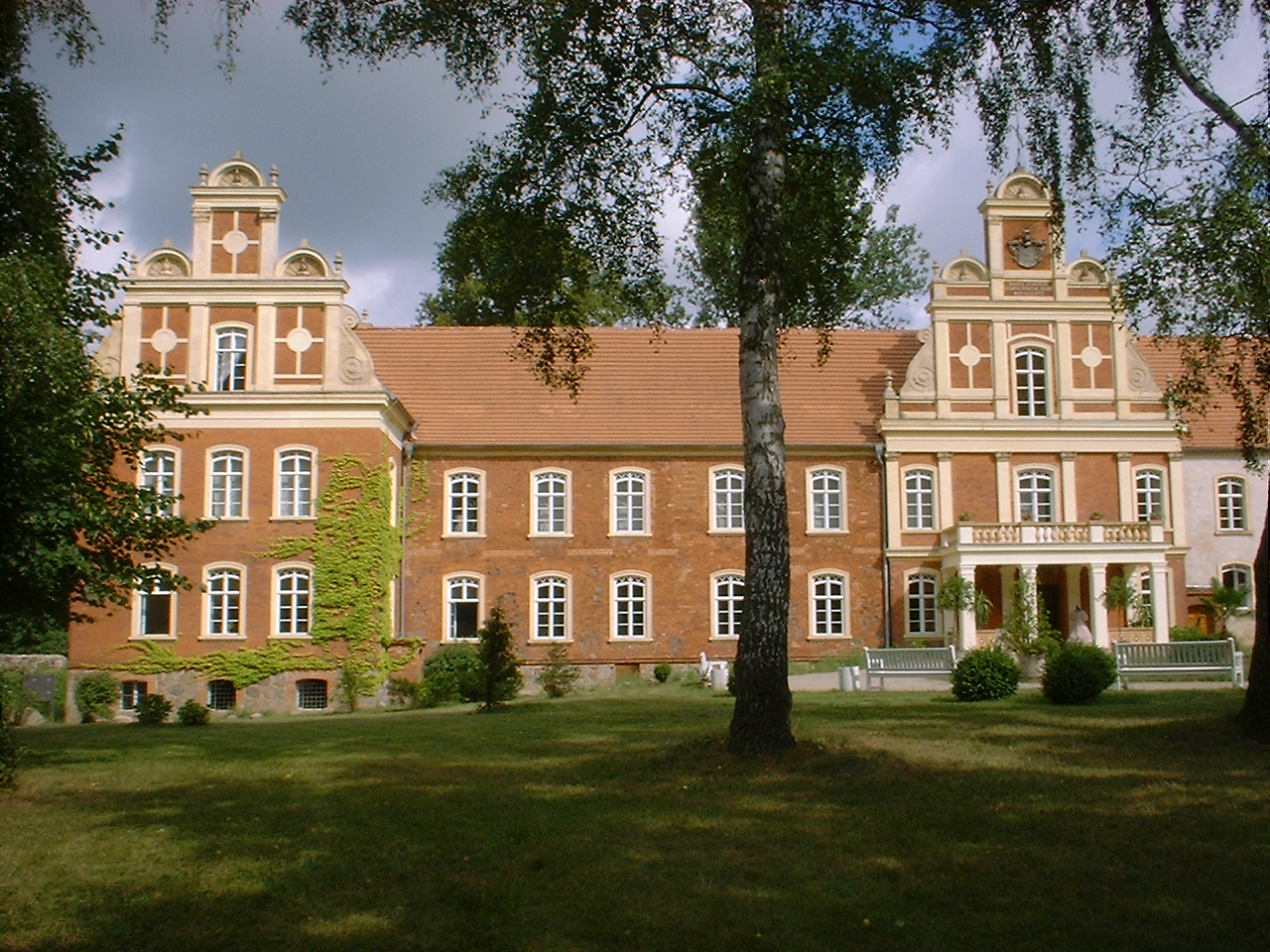
Майенбург (Пригниц)

| Год  | Население |
| ---- | --------- |
| 2005 | 2543      |
| 2010 | 2344      |